# Sekiguchi Kunimitsu
Sekiguchi Kunimitsu (関口 訓充 Sekiguchi Kunimitsu, sinh ngày 26 tháng 12 năm 1985 ở Tama, Tokyo) là một cầu thủ bóng đá người Nhật Bản thi đấu cho Vegalta Sendai.

## Sự nghiệp
Anh có màn ra mắt quốc tế cho Nhật Bản ngày 8 tháng 10 năm 2010 trong trận giao hữu trước Argentina.
Sau mùa giải 2017, anh có ý định giải nghệ. Mặc dù vậy, anh có thông báo bất ngờ và trở lại Vegalta Sendai vào tháng 4 năm 2018.

## Thống kê sự nghiệp câu lạc bộ
Cập nhật đến ngày 2 tháng 2 năm 2018.
| Thành tích câu lạc bộ | Thành tích câu lạc bộ | Thành tích câu lạc bộ | Giải vô địch | Giải vô địch | Cúp                   | Cúp                   | Cúp Liên đoàn | Cúp Liên đoàn | Châu Á  | Châu Á    | Khác    | Khác      | Tổng cộng | Tổng cộng |
| Mùa giải              | Câu lạc bộ            | Giải vô địch          | Số trận      | Bàn thắng    | Số trận               | Bàn thắng             | Số trận       | Bàn thắng     | Số trận | Bàn thắng | Số trận | Bàn thắng | Số trận   | Bàn thắng |
| Nhật Bản              | Nhật Bản              | Nhật Bản              | Giải vô địch | Giải vô địch | Cúp Hoàng đế Nhật Bản | Cúp Hoàng đế Nhật Bản | Cúp Liên đoàn | Cúp Liên đoàn | AFC     | AFC       | Khác1   | Khác1     | Tổng cộng | Tổng cộng |
| --------------------- | --------------------- | --------------------- | ------------ | ------------ | --------------------- | --------------------- | ------------- | ------------- | ------- | --------- | ------- | --------- | --------- | --------- |
| 2004                  | Vegalta Sendai        | J2 League             | 10           | 1            | 2                     | 0                     | –             | –             | –       | –         | –       | –         | 12        | 1         |
| 2005                  | Vegalta Sendai        | J2 League             | 24           | 2            | 2                     | 0                     | –             | –             | –       | –         | –       | –         | 26        | 2         |
| 2006                  | Vegalta Sendai        | J2 League             | 21           | 2            | 0                     | 0                     | –             | –             | –       | –         | –       | –         | 21        | 2         |
| 2007                  | Vegalta Sendai        | J2 League             | 44           | 2            | 1                     | 0                     | –             | –             | –       | –         | –       | –         | 45        | 2         |
| 2008                  | Vegalta Sendai        | J2 League             | 41           | 6            | 2                     | 0                     | –             | –             | –       | –         | 2       | 0         | 45        | 6         |
| 2009                  | Vegalta Sendai        | J2 League             | 50           | 4            | 5                     | 1                     | –             | –             | –       | –         | –       | –         | 55        | 5         |
| 2010                  | Vegalta Sendai        | J1 League             | 26           | 2            | 1                     | 0                     | 6             | 1             | –       | –         | –       | –         | 33        | 3         |
| 2011                  | Vegalta Sendai        | J1 League             | 30           | 0            | 3                     | 0                     | 2             | 0             | –       | –         | –       | –         | 35        | 0         |
| 2012                  | Vegalta Sendai        | J1 League             | 28           | 3            | 2                     | 0                     | 3             | 0             | –       | –         | –       | –         | 33        | 3         |
| 2013                  | Urawa Red Diamonds    | J1 League             | 20           | 1            | 2                     | 0                     | 4             | 0             | 6       | 1         | –       | –         | 32        | 2         |
| 2014                  | Urawa Red Diamonds    | J1 League             | 7            | 0            | 1                     | 0                     | 6             | 1             | –       | –         | –       | –         | 14        | 1         |
| 2015                  | Cerezo Osaka          | J2 League             | 31           | 1            | 0                     | 0                     | –             | –             | –       | –         | 2       | 0         | 33        | 1         |
| 2016                  | Cerezo Osaka          | J2 League             | 26           | 2            | 3                     | 0                     | –             | –             | –       | –         | 0       | 0         | 29        | 2         |
| 2017                  | Cerezo Osaka          | J1 League             | 18           | 0            | 4                     | 0                     | 8             | 0             | –       | –         | 0       | 0         | 30        | 0         |
| Tổng cộng sự nghiệp   | Tổng cộng sự nghiệp   | Tổng cộng sự nghiệp   | 376          | 26           | 28                    | 1                     | 29            | 2             | 6       | 1         | 4       | 0         | 443       | 30        |

1Bao gồm Relegation/Promotion Play-offs.

## Thống kê đội tuyển quốc gia
| Đội tuyển quốc gia Nhật Bản | Đội tuyển quốc gia Nhật Bản | Đội tuyển quốc gia Nhật Bản |
| Năm                         | Số trận                     | Bàn thắng                   |
| --------------------------- | --------------------------- | --------------------------- |
| 2010                        | 1                           | 0                           |
| 2011                        | 2                           | 0                           |
| Tổng                        | 3                           | 0                           |

## Danh hiệu

### Nhật Bản
- Kirin Cup (1): 2011

### Câu lạc bộ
Vegalta Sendai
- J2 League (1): 2009

Cerezo Osaka
- J. League Cup (1): 2017
- Cúp Hoàng đế Nhật Bản (1): 2017